# Vindula insularis
Vindula insularis är en fjärilsart som beskrevs av Frederick DuCane Godman 1887. Vindula insularis ingår i släktet Vindula och familjen praktfjärilar. Inga underarter finns listade i Catalogue of Life.